# Eyo Ulung
Eyo Ulung ist ein Oron-Dorf im Regierungsbezirk Udung Uko im nigerianischen Bundesstaat  Akwa Ibom.